# Sander Kleinenberg
Sander Kleinenberg es un reconocido productor musical y disc jockey holandés. Es también fundador de las discográficas Little Mountain Recordings y THIS IS Recordings. Es uno de los máximos exponentes del house internacional, con sets dance que varían desde el progressive house hacia electro e incluso dubstep, y es conocido como uno de los primeros DVDJ, implementando el uso de video digital en sus presentaciones.

## Biografía
Sander nació el 21 de marzo de 1971 en  Delft, Países Bajos. Sus inicios como Dj fueron en bar local en in 1987 a la edad de 15 años. Sander tocaba una gran variedad de ritmos musicales incluyendo rock y música bailable. Sus primeras influencias musicales incluyen a Mantronix, Shep Pettibone, y Depeche Mode.
Después de enviar numerosos demos a diferentes discográficas europeas, logró en 1993 realizar su primer sencillo llamado "Bombay" con la discográfica belga Wonka Beats. El siguiente año 1994 realiza otro sencillo con la discográfica alemana Superstition.
En 1996 realiza "YDW (You Do Me Wrong)" con la discográfica estadounidense the moniker S 'N' S de la firma American house. Este llegó a ser su primer éxito internacional que fue muy programado en todas las pistas de baile de Nueva York. En 2000, lanza el sencillo "My Lexicon" que se convertiría con el tiempo en uno de sus clásicos.
A partir de 2003, empieza ganar cierto reconocimiento gracias a sus remezclas para artistas de la talla de Janet Jackson, N*E*R*D y Justin Timberlake. Para este último, trabajo en un remix para el sencillo "Rock Your Body" que le valió el premio al Mejor Remix otorgado por la Academia de Música Dance de los Estados Unidos. Otras de sus destacadas producciones fueron "The Fruit", en 2004 y "This is Miami"; lanzado en 2006, de la cual se elaboraron varias versiones. Una de ellas fue la realizada para el festival de música dance Sensation, renombrado como "This Is Sensation".
En el año 2004 es considerado por la revista DJmag en el lugar 12 de los mejores Dj del mundo, y en el 2007 por la revista TheDjlist el 28 mejor Dj del mundo.
En 2010, lanza finalmente su segundo álbum en estudio titulado 5K, en el que incluyó la participación del cantante británico Jamie Cullum, así como también el trío holandés Kraak & Smaak y vocalistas como Neil Ormandy y Ursula Rucker.
En 2014, lanza el sencillo «We-R-Superstars» para el sello Spinnin' Records y «Can You Feel It» para la sección de deep house de ésta discográfica.

## Discografía

### Álbumes
En estudio
- 1998: Melk
- 2010: Sander Kleinenberg Presents 5K

Compilaciones
- 2000: Tranceglobal Airways (Mixmag)
- 2001: Nubreed 004 (Boxed)
- 2002: Sander Kleinenberg: Essential Mix (Warner)
- 2003: Renaissance: Everybody (Renaissance)
- 2004: This is Everybody Too (Renaissance) (Billboard Top Electronic Albums #11)[8]
- 2005: This is Everybody! On Tour (Everybody Loves Music)
- 2007: This is... Sander Kleinenberg
- 2009: This is... Sander Kleinenberg 2

### Sencillos/EP
- Bombay (1993) (bajo el alías Free Frogs)
- Transporter (1994) (bajo el alías Europe, con Raymond Heg y Kelvin Smits)
- Sander5 (1995) (bajo el alías Sander)
- Time Fax (1995) (bajo el alías Sakan, con Khalid Ouaziz)
- Clear Cut (1996) (bajo el alías Rails Inc., con DJ Per)
- It Moves (1996) (bajo el alías MTF, con Stef Vrolijk)
- Ydw (1996) (bajo el alías S'n'S, con Stef Vrolijk y Axel Behrend)
- You Do Me Wrong (1996) (bajo el alías Sander 'n' Stef, con Stef Vrolijk)
- Conflicts (1997) (bajo el alías S'n'S, con Stef Vrolijk y Axel Behrend)
- Running (1997) (bajo el alías MTF, con Stef Vrolijk)
- The Rhythm (1997)
- Bullets (1998) (bajo el alías Mevrouw Spoelstra, con Stefan Brügesch)
- Dancin' (1998)
- Save The Time (1998) (como Sander)
- Feelin' Good (1998)
- For Your Love (1998)
- 4 Seasons Ep 1-3 (1999)
- Airtight (1999) (w/ Steve Bug)
- Grand Bazaar (1999) (w/ Steve Bug)
- 4 Seasons Ep 2-3 (2000)
- My Lexicon (2000)
- Sacred (2000)
- Observator (2000)
- Penso Positivo EP (2000)
- 4 Seasons Part 3 (2003)
- Repeat to Specify' (2003)
- The Fruit (2004)
- The Fruit (remixes) (2005)
- My Lexicon (2006)
- This is Miami (2006)
- This Is Sensation (Anthem 2006) (2006)
- T.I.O.N. (This is Our Night) (2009)
- R.Y.A.N.L. (2010)
- M.A.N.I.A.C. (2010)
- Remember When (2010) (w/ Jamie Cullum)
- The Journey (2011) (w/ Kraak & Smaak and Ursula Rucker)
- The Healer (2011)
- Closer (2011) (w/ Neil Ormandy)
- Chemically (2011) (w/ Ryan Starr)
- We-R-Superstars (2014)
- Can You Feel It (2014) (w/ Gwen McCrae)
- Wicked Things (2015) (w/ Audio Bullys)

### Remixes
Lista seleccionada
- 1995: Art of Silence – "West 4"
- 1999: Vincent de Moor – "Between 2 Fires"
- 1999: Three Drives on a Vinyl – "Greece 2000"
- 1999: Junkie XL – "Check Your Basic Groove"
- 2000: Frankie Goes to Hollywood – "Welcome to the Pleasuredome"
- 2001: Sasha & Darren Emerson – "Scorchio"
- 2001: PMT – "Deeper Water"
- 2001: Röyksopp – "Poor Leno"
- 2001: System F – "Exhale"
- 2002: Lamya – "Empires (Bring Me Men)"
- 2002: Lexicon Avenue – "From Dusk Till Dawn"
- 2003: Justin Timberlake – "Rock Your Body"
- 2003: BT – "Somnambulist"
- 2003: Junkie XL feat. Peter Tosh – "Don't Wake Up Policeman"
- 2004: N*E*R*D – "Maybe"
- 2004: Janet Jackson – "All Nite (Don't Stop)"
- 2004: Sarah McLachlan – "Plenty"
- 2005: Eurythmics – "I've Got a Life"
- 2006: Mylo feat. Freeform Five – "Muscle Car"
- 2010: Lifelike – "Love Emulator"
- 2010: Kraak & Smaak – "Dynamite"
- 2010: DEV ft. The Cataracs – "Bass Down Low"
- 2011: Katy Perry – "T.G.I.F."
- 2011: Daft Punk – "Tron Legacy (End Titles)"
- 2011: Blush ft. Snoop Dogg – "Undivided"
- 2011: Manufactured Superstars – "Drunk Text"
- 2011: Pleasurekraft – "Breastfed"
- 2013: Kraak & Smaak feat. MC Sebastian – "Hit The Club"
- 2013: Jamie Cullum – "Everything You Didn't Do"
- 2013: Robin Thicke feat. Kendrick Lamar – "Give It 2 U"
- 2015: Madonna feat. Nicki Minaj – "Bitch I'm Madonna"